# Arquebisbat de Bangui
L'arquebisbat de Bangui (llatí: Archidioecesis Banguensis) és una seu metropolitana de l'Església Catòlica a la República Centreafricana. El 2015 tenia 515.000 batejats sobre una població de 1.218.000 habitants. Actualment està regida per l'arquebisbe cardenal Dieudonné Nzapalainga.

## Territori
L'arxidiòcesi inclou la prefectura d'Ombella-M'Poko de la República Centreafricana.
La seu de l'Arquebisbe és la ciutat de Bangui, on es troba la catedral de Nostra Senyora de la Immaculada.
El territori està dividit en 25 parròquies.

## Història
La prefectura apostòlica d'Ubangui-Chari va ser erigida el 8 de maig de 1909, a partir del territori corresponent al vicariat apostòlic del Congo francès superior (avui Arquebisbat de Brazzaville).
Aquesta va tornar a ser elevada a vicariat apostòlic el 2 de desembre de 1937 per la butlla Si christiana res de papa Pius XI.
El 28 de maig de 1940 va cedir una porció del seu territori per a l'erecció de la prefectura apostòlica de Berbérati (avui bisbat) i va canviar el seu nom a el de vicariat apostòlic de Bangui.
El 14 de juny de 1954 va cedir una porció del seu territori per a l'erecció de la prefectura apostòlica de Bangassou (avui bisbat).
El 14 de setembre de 1955 el vicariat apostòlic va ser elevat al rang de arxidiòcesi metropolitana per la butlla Dum tantis de papa Pius XII.
El 18 de desembre de 1965, el 10 de juny de 1995 i el 28 de juny de 1997 va cedir part del seu territori per a l'erecció respectivament de les diòcesis de Bambari, de Mbaïki i de Kaga-Bandoro.

## Cronologia episcopal

### Prefectes apostòlics
- Pietro Cotel, C.S.Sp. † (1909 - 1915 mort)
- Giovanni Calloch, C.S.Sp. † (1915 - 1927 mort)
- Marcel-Auguste-Marie Grandin, C.S.Sp. † (2 maig 1928 - 2 desembre 1937)

### Vicaris apostòlics
- Marcel-Auguste-Marie Grandin, C.S.Sp. † (2 desembre 1937 - 4 agost 1947 mort)
- Joseph Cucherousset, C.S.Sp. † (9 abril 1948 - 14 setembre 1955)

### Arquebisbes
- Joseph Cucherousset, C.S.Sp. † (14 setembre 1955 - 16 setembre 1970 mort)
- Joachim N'Dayen (16 setembre 1970 - 26 juliol 2003 renuncià)
- Paulin Pomodimo (26 juliol 2003 - 26 maig 2009 renuncià)
  - Seu vacant (2009-2012)
- Dieudonné Nzapalainga, C.S.Sp., des del 14 maig 2012